# Echthromorpha quodi
Echthromorpha quodi là một loài tò vò trong họ Ichneumonidae.